# Werner Winkler (Autor)

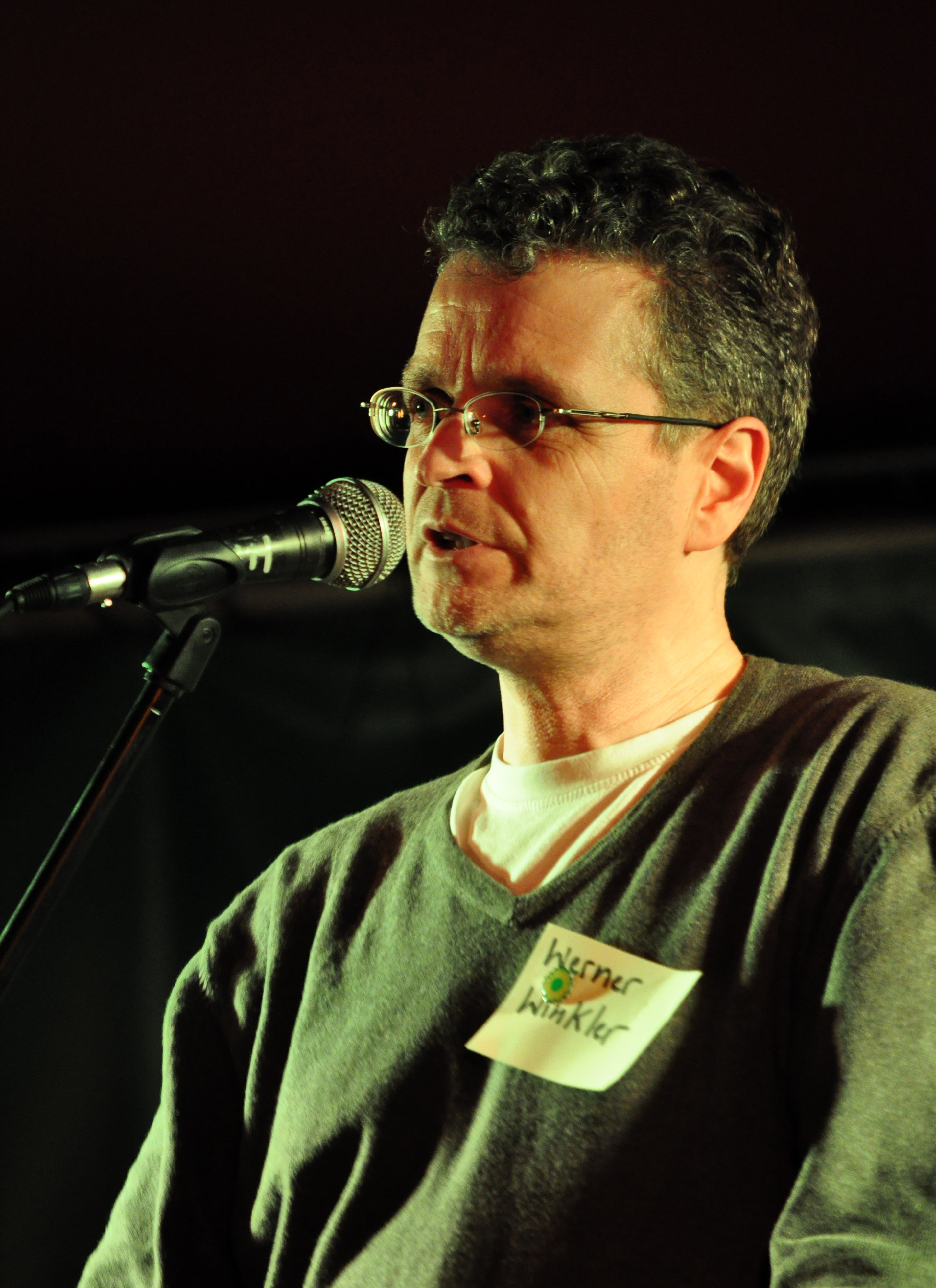
Werner Winkler in Rostock (2012)

Werner Winkler (* 6. Mai 1964 in Stuttgart) ist deutscher Autor, Berater und Kalligraf. Als Schüler von Steve de Shazer und Dietmar Friedmann beschäftigt er sich vorrangig mit den Ansätzen der lösungsorientierten Psychologie.

## Leben
Winkler beruft sich in seiner Arbeit auf eine Weiterentwicklung Friedmanns psychographischer Persönlichkeitstypologie. Während Friedmann zunächst in drei Grundtypen (Beziehungstyp, Handlungstyp, Sachtyp) unterschied und nur beim Beziehungstyp zwei Untertypen (ich-bezogen, ich-vergessend) beschrieb, führte Winkler zusätzlich (1998) den „wir-bezogenen“ Typ in die Diskussion ein. Diese Ergänzung übernahm Friedmann kurz darauf in sein Modell und veröffentlichte es auch (Dietmar Friedmann: Die drei Persönlichkeitstypen und ihre Lebensstrategien, Primus, 2000). Ende 1999 stellte er dann mit der „Landkarte der Psychographie“ ein Modell vor, anhand dessen sowohl die Friedmann’schen Typen als auch bis zu 81 Untertypen systematisch klassifiziert und unterschieden werden können. Friedmann und Winkler gründeten 1999 mit anderen die „Initiative zur Förderung der Naturellwissenschaft e. V.“ (früher: „Psychographie-Initiative e. V.“), die als gemeinnütziger Verein mit aktuell (2022) ca. 120 Mitgliedern diese Typologie pflegt und fördert.
Winkler entwickelte und veröffentlichte außerdem gemeinsam mit Monika Theurer, geb. Schwarz, Testmethoden im Bereich Mineralstoffe und Vitamine, so den „Zinkmangelrisiko-Test“ (1999) und den „Heißhungertest“ (2003).
Am 21. Juni 2009 wurde er auf der Gründungsversammlung der von Gabriele Pauli ins Leben gerufenen Partei Freie Union in deren Bundesvorstand, am 26. Juni auf Platz 1 der Landesliste Baden-Württemberg für die Wahl zum 17. Deutschen Bundestag gewählt. Am 14. August verließ er jedoch die Partei gemeinsam mit anderen Mitgliedern aus Protest gegen das Verhalten der Parteivorsitzenden. Anfang 2011 trat er Bündnis 90/Die Grünen bei und wurde im Januar 2012 zum Vorsitzenden des Grünen-Ortsverbands Waiblingen gewählt.
Im März 2012 bewarb er sich für die Spitzenkandidatur der Grünen für die Bundestagswahl 2013 und stieß damit die Urwahl durch die Parteimitglieder an. Von der ZDF-Satire-Sendung heute-show wurde die Kampagne „Wählt Werner Winkler“ ins Leben gerufen, was mehrere Berichte über Winklers Kandidatur bei der Urwahl zum Spitzenkandidaten von Bündnis 90/Die Grünen zur Folge hatte. In der Urwahl, bei der jeder Abstimmende bis zu zwei Stimmen hatte und die Summe aller prozentualen Ergebnisse deshalb bis zu 200 Prozent betragen konnte, erhielt er 1,33 Prozent der Stimmen. Es war nicht möglich, mit beiden Stimmen männliche Kandidaten zu wählen. Am 30. September 2014 verließ er Bündnis 90/Die Grünen. Im Oktober 2017 startete er zusammen mit Mitgliedern von Freien Wählern, ÖDP und Piratenpartei einen Aufruf zur Einführung einer „Zweiten Zweitstimme“ bei der anstehenden Reform des Wahlrechts. Im Vorfeld der Landtagswahl in Baden-Württemberg 2021 unterstützte er, unter anderem in einem Gastbeitrag für die Tageszeitung Die Welt, den Wahlantritt der Klimaliste Baden-Württemberg. Er war Schatzmeister dieser Partei bis zu ihrer Auflösung Ende 2021.

## Schriften (Auswahl)
- Kurze Einführung in die Psychographie nach Dietmar Friedmann, Privatdruck, 1999
- Die Psychognomie des Menschen – Zur Entstehung und Charakteristik unterschiedlicher Persönlichkeitstypen, Privatdruck, 1999
- Das kleine 1 × 1 der Mineralstoffe und Vitamine für die Hausapotheke, Winkler-Verlag, 2000
- Lehrbuch Psychographie – Menschenkenntnis mit System, Winkler-Verlag, 2001/2004
- Heißhunger ist gesund – So signalisiert Ihr Körper seinen Mineralstoff- und Vitaminbedarf, Hugendubel/Irisiana, 2003
- Probleme schnell und einfach lösen – 99 Lösungswerkzeuge, mvg-Verlag, 2004
- Warum sind wir so verschieden? Psychographie als Schlüssel zur Persönlichkeit, mvg-Verlag, 2005
- Warum Kinder so verschieden sind – Handbuch typgerechte Erziehung, VAK Verlag, 2006
- Die kleine Gesundheitsinventur, VAK Verlag, 2007
- Der Gorilla in meinem Bett – Psychographie als Wegweiser im Beziehungsdschungel, zus. mit Petra Vogel, mvg-Verlag, 2007
- Arbeitsbuch Psychographie 81 – Typunterschiede systematisch wahrnehmen, verstehen und respektieren, WWV, 2008